# Piotrów-Kolonie
Piotrów-Kolonie – kolonia w Polsce położona w województwie świętokrzyskim, w powiecie kieleckim, w gminie Łagów.